# Лозовацкий, Конон Кириллович
Коно́н Кири́ллович Лозова́цкий (Лозова́тский; 1873 — 23 декабря 1919, Грозный, Терская область) — российский революционер, большевик, участник Гражданской войны на Северном Кавказе.

## Биография
Лозовацкий родился в 1873 году в посёлке Иван-город Полтавского уезда. После военной службы как политически неблагонадёжный был выслан в город Кизляр Терской области. На новом месте он участвовал в забастовках, продолжал вести антигосударственную пропаганду. В полицию на него часто поступали жалобы от местных предпринимателей.
В 1900 году он с семьёй переехал в Грозный, где тотчас попал под полицейский надзор. В 1905 году Лозовацкий вступил в РСДРП(б) и продолжил активную политическую деятельность: участвовал в митингах, демонстрациях, забастовках, маёвках, вёл агитационную работу. Его неоднократно арестовывали, но каждый раз освобождали за недостаточностью улик. Среди соратников он был известен под подпольной кличкой Владислав Жуков.
В 1913 году Лозовацкий поступил рабочим на один из заводов Ахвердова. В августе того же года на заводе началась забастовка, которая была частью единой стачки нефтяников всей Российской империи. Грозненский пролетариат выдвинул список из 53 требований к работодателям. Лозовацкий был одним из организаторов этой забастовки. На территорию рабочих посёлков были введены войска, рабочих силой заставляли ходить на работу. Но всё же администрации пришлось удовлетворить часть требований рабочих. С 20 августа по 14 сентября «Правда» напечатала полтора десятка статей о борьбе грозненских рабочих.
Грозный становился одним из признанных центров революционной борьбы. В 1915 году в Грозный приезжал С. М. Киров, а на следующий год — С. Г. Шаумян. В марте 1918 года в Грозном была провозглашена Советская власть. Лозовацкий был избран председателем заводского комитета.
В июне 1918 года в Чечне развернулись бои с бичераховцами. 11 августа начались бои за Грозный. Лозовацкий был назначен членом комитета обороны. На помощь осаждённым рабочим города пришли отряды Чеченской Красной армии во главе с Асланбеком Шериповым. Лозовацкий неоднократно выезжал за пределы города для связи и координации действий с соратниками. В одном из боёв он был тяжело ранен и некоторое время находился в грозненском госпитале. 12 ноября нападение бичераховцев было отбито, а в декабре мятеж был полностью подавлен.
В январе 1919 года к Тереку двинулись войска Деникина. 11-я армия РККА отошла к Астрахани. Небольшие по численности силы Терской советской республики, выдвинувшиеся навстречу белогвардейцам, были разгромлены. В начале февраля деникинцы подошли к Владикавказу. В помощь защитникам города из Грозного были направлены две воинские части. Однако отстоять город не удалось и в ночь со 2 на 3 февраля оставшиеся в живых грозненцы вынуждены были отойти к Сунже. Здесь они соединились с красными казаками А. З. Дьякова и вместе несколько дней отбивались от наседавших деникинцев. В ночь с 3 на 4 февраля власть в Грозном перешла к белогвардейцам.
Лозовацкий перешёл на нелегальное положение и продолжил борьбу. Он связался с соратниками в селе Гойты, которое осталось неподконтрольным для деникинцев и куда отступили ушедшие из города красноармейцы. Белогвардейцы попытались овладеть селом, но потерпели поражение. Подпольный комитет, в состав которого, кроме Лозовацкого (председателя комитета), входили Алексей Кабацкий, Антон Стеценко, Ефим Губарев и Иван Червяков, перешёл к активным действиям. Они начали распространять листовки, вести агитацию и разведку, добывать оружие, связываться с подпольными организациями других захваченных белыми населённых пунктов. В подпольной работе участвовали также дочери Лозовацкого Нина и Маруся.
Деникинской контрразведке удалось внедрить своих агентов в ряды подпольщиков и установить список членов подполья. Об этом стало известно подпольному комитету. Они предприняли меры, чтобы вывести своих соратников из-под удара и выявить белогвардейских агентов. Благодаря этим мерам значительное число людей удалось спасти, но не всех. Многие подпольщики были арестованы, в том числе и Конон Лозовацкий.
Заключённым грозненской тюрьмы удалось связаться с подпольем и согласовать план своего освобождения. На 22 декабря было назначено выступление заключённых. Для повышения вероятности успеха в этот день на город должен был напасть отряд под руководством Николая Гикало, который отвлёк бы силы деникинцев от подавления выступления заключённых. Однако из-за несогласованности действий выступление пришлось отложить на один день.

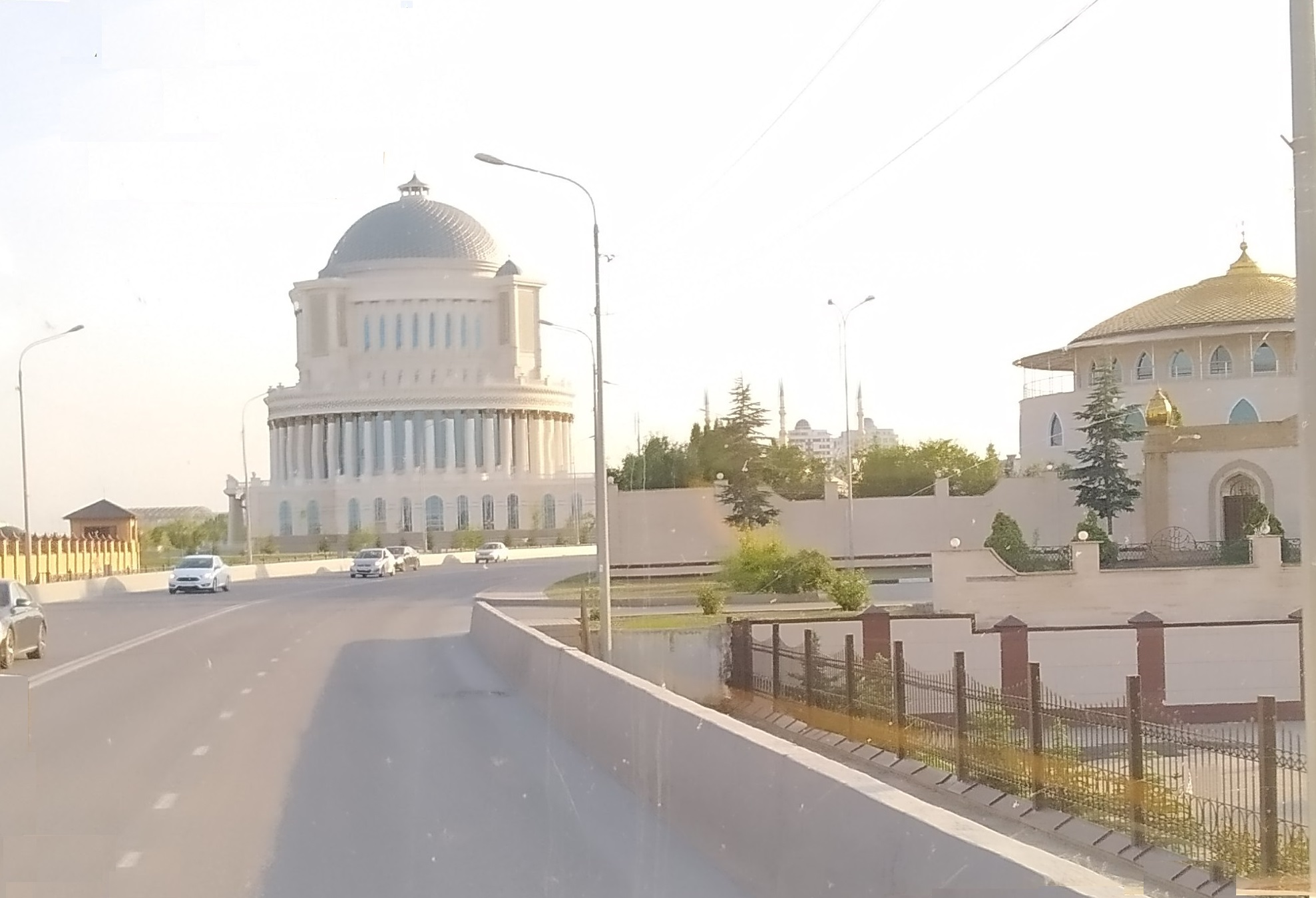
Бароновский мост (ныне — имени Бамат-Гирей-Хаджи Митаева)

Выступление началось в ночь на 23 декабря. В нём участвовали 28 заключённых. Они прошли к самооборонческому участку, и, взломав замки, вооружились винтовками. Затем им удалось бесшумно снять часовых, стоявших на Бароновском мосту. Восставшие вошли в помещение 2-й горной батареи, нейтрализовали её командиров и захватили арсенал. Бо́льшая часть солдат поддержала заключённых и присоединилась к ним. В это время двое участников выступления отключили в городе электричество и телефонную связь. Восставшие освободили остальных заключённых тюрьмы и открыли огонь из орудий по зданию контрразведки.
Однако силы были неравны. Восставшие были окружены. В ходе боя Лозовацкий был ранен и захвачен в плен. Участники восстания были подвергнуты пыткам. Затем основная масса восставших была расстреляна, а 79 человек, среди которых был и Лозовацкий, были повешены на центральной улице.

## Память
Именем Лозовацкого названы его родное село, улица в Грозном.
В 1982 году на здании по улице Трудовая, 71 была установлена мемориальная доска:
На этом месте стоял дом, в котором жил председатель подпольного антиденикинского комитета ВКП(б) К. К. Лозовацкий, где в 1919 г. размещался подпольный комитет ВКП(б).